# Paranerita trinitatis
Paranerita trinitatis är en fjärilsart som beskrevs av Rothschild 1909. Paranerita trinitatis ingår i släktet Paranerita och familjen björnspinnare. Inga underarter finns listade i Catalogue of Life.